# Nuoto ai campionati mondiali di nuoto 2015 - 400 metri misti maschili
La gara dei 400 metri misti maschili si è svolta il 9 agosto 2015 presso la Kazan Arena e vi hanno preso parte 41 atleti provenienti da 34 nazioni. Le batterie si sono svolte la mattina del 9 agosto mentre la finale ha avuto luogo la sera stessa.

## Medaglie
| Posizione | Atleta          | Nazionalità |
| --------- | --------------- | ----------- |
| Oro       | Daiya Seto      | Giappone    |
| Argento   | Dávid Verrasztó | Ungheria    |
| Bronzo    | Chase Kalisz    | Stati Uniti |

## Record
Prima della manifestazione il record del mondo (WR) e il record dei campionati (CR) erano i seguenti.
| Record mondiale       | 4'03"84 | Michael Phelps Stati Uniti | 10 agosto 2008 Pechino, Cina        |
| Record dei campionati | 4'06"22 | Michael Phelps Stati Uniti | 1º aprile 2007 Melbourne, Australia |

## Risultati

### Batterie
| Posizione | Batteria | Corsia | Atleta               | Nazionalità   | Tempo   | Note |
| --------- | -------- | ------ | -------------------- | ------------- | ------- | ---- |
| 1         | 4        | 4      | Chase Kalisz         | Stati Uniti   | 4'11"83 | Q    |
| 2         | 4        | 3      | Dávid Verrasztó      | Ungheria      | 4'11"99 | Q    |
| 3         | 5        | 5      | Daiya Seto           | Giappone      | 4'12"17 | Q    |
| 4         | 5        | 4      | Tyler Clary          | Stati Uniti   | 4'12"22 | Q    |
| 5         | 5        | 3      | Daniel Wallace       | Regno Unito   | 4'13"07 | Q    |
| 6         | 5        | 7      | Jacob Heidtmann      | Germania      | 4'13"62 | Q    |
| 7         | 4        | 7      | Roberto Pavoni       | Regno Unito   | 4'13"91 | Q    |
| 8         | 5        | 2      | Yang Zhixian         | Cina          | 4'15"47 | Q    |
| 9         | 4        | 2      | Federico Turrini     | Italia        | 4'15"70 |      |
| 10        | 4        | 5      | Thomas Fraser-Holmes | Australia     | 4'15"93 |      |
| 11        | 3        | 4      | Aleksandr Osipenko   | Russia        | 4'16"35 |      |
| 12        | 3        | 5      | Richárd Nagy         | Slovacchia    | 4'16"37 |      |
| 13        | 5        | 1      | Benjámin Grátz       | Ungheria      | 4'16"69 |      |
| 14        | 4        | 8      | Gal Nevo             | Israele       | 4'17"34 |      |
| 15        | 5        | 8      | Kevin Wedel          | Germania      | 4'17"42 |      |
| 16        | 3        | 2      | Jérémy Desplanches   | Svizzera      | 4'17"90 |      |
| 17        | 4        | 0      | Semen Makovich       | Russia        | 4'18"61 |      |
| 18        | 3        | 3      | Diogo Carvalho       | Portogallo    | 4'18"67 |      |
| 19        | 5        | 6      | Huang Chaosheng      | Cina          | 4'19"11 |      |
| 20        | 3        | 1      | Jakub Maly           | Austria       | 4'19"20 |      |
| 21        | 4        | 6      | Sebastien Rousseau   | Sudafrica     | 4'20"16 |      |
| 22        | 3        | 6      | Pavel Janeček        | Rep. Ceca     | 4'20"43 |      |
| 23        | 3        | 7      | Carlos Omaña         | Venezuela     | 4'20"74 |      |
| 24        | 4        | 1      | Marc Sánchez         | Spagna        | 4'21"26 |      |
| 25        | 1        | 4      | Henrik Christiansen  | Norvegia      | 4'21"67 |      |
| 26        | 5        | 0      | Alexis Santos        | Portogallo    | 4'22"35 |      |
| 27        | 2        | 7      | Alpkan Örnek         | Turchia       | 4'22"72 |      |
| 28        | 5        | 9      | Nathan Capp          | Nuova Zelanda | 4'23"00 |      |
| 29        | 1        | 5      | Ahmed Hamdy          | Egitto        | 4'23"02 |      |
| 30        | 3        | 8      | Christoph Meier      | Liechtenstein | 4'23"57 |      |
| 31        | 2        | 5      | Pedro Pinotes        | Angola        | 4'23"85 |      |
| 32        | 2        | 1      | Robert Žbogar        | Slovenia      | 4'25"10 |      |
| 33        | 2        | 0      | Marko Blaževski      | Macedonia     | 4'25"57 |      |
| 34        | 3        | 0      | Uvis Kalniņš         | Lettonia      | 4'26"17 |      |
| 35        | 2        | 8      | Trần Duy Khôi        | Vietnam       | 4'27"43 |      |
| 36        | 1        | 6      | Luis Vega            | Cuba          | 4'29"57 |      |
| 36        | 2        | 4      | Wen Ren-hau          | Taipei cinese | 4'29"57 |      |
| 38        | 2        | 6      | Pang Sheng Jun       | Singapore     | 4'29"61 |      |
| 39        | 2        | 2      | Nikola Dimitrov      | Bulgaria      | 4'30"78 |      |
| 40        | 1        | 7      | Alvi Hjelm           | Fær Øer       | 4'33"15 |      |
| 41        | 1        | 2      | Esteban Araya        | Costa Rica    | 4'40"23 |      |
|           | 1        | 3      | Luis Ventura         | Messico       |         | DNS  |
|           | 2        | 3      | Ahmed Mathlouthi     | Tunisia       |         | DNS  |
|           | 2        | 9      | Christian Punter     | Porto Rico    |         | DNS  |
|           | 3        | 9      | Raphaël Stacchiotti  | Lussemburgo   |         | DNS  |
|           | 4        | 9      | Thiago Simon         | Brasile       |         | DNS  |

### Finale
| Posizione | Corsia | Atleta          | Nazionalità | Tempo   | Note |
| --------- | ------ | --------------- | ----------- | ------- | ---- |
| 1         | 3      | Daiya Seto      | Giappone    | 4:08.50 |      |
| 2         | 5      | Dávid Verrasztó | Ungheria    | 4:09.90 |      |
| 3         | 4      | Chase Kalisz    | Stati Uniti | 4:10.05 |      |
| 4         | 6      | Tyler Clary     | Stati Uniti | 4:11.71 |      |
| 5         | 7      | Jacob Heidtmann | Germania    | 4:12.08 |      |
| 6         | 2      | Daniel Wallace  | Regno Unito | 4:13.77 |      |
| 7         | 1      | Roberto Pavoni  | Regno Unito | 4:13.81 |      |
| 8         | 8      | Yang Zhixian    | Cina        | 4:16.74 |      |